# Acrogenius tinctus
Acrogenius tinctus är en skalbaggsart som beskrevs av Blackburn 1896. Acrogenius tinctus ingår i släktet Acrogenius och familjen långhorningar. Inga underarter finns listade i Catalogue of Life.